# Labuť koskoroba
Labuť koskoroba (Coscoroba coscoroba, dříve Cygnus coscoroba) je nejmenší ze všech žijících labutí. Pro svou nápadnou odlišnost od svých nejbližších příbuzných je v současné době již zařazena do samostatného a odděleného rodu Coscoroba popsaného v roce 1853 německým přírodovědcem Ludwigem Reichenbachem.

## Popis
Labuť koskoroba dorůstá přibližně 90 – 115 cm, váží 3,2 – 5,4 kg a v rozpětí křídel měří kolem 1,57 m. Stejně jako ostatní labutě má velké, zavalité tělo, delší krk a nápadně krátký ocas, ale svým celkovým vzhledem připomíná spíše husu. Je celá bílá s červenými končetinami a zobákem a s šesti tmavými vnějšími letkami, které jsou výrazné především za letu. Samec se od samice zbarvením nijak neliší, mladí ptáci jsou částečně šedohnědí.

## Výskyt
Labuť koskoroba hnízdí v Jižní Americe v rozmezí od jižní Chile a střední Argentiny až po Ohňovou zemi a Falklandské ostrovy. Je tažná a na zimu pravidelně migruje směrem do střední Chile, severní Argentiny, Uruguayje a do jihovýchodní Brazílie. V současné době je její populace odhadována přibližně na 100 000 jedinců.
V Česku je chována např. v ZOO Brno a Zoo Praha.

## Chování
K životu preferuje mělké bažiny a laguny. Živí se především trávou, různými vodními rostlinami a v menší míře požírá také slávky a menší ryby. Samice snáší 4 – 7 vajec do velkého hnízda z rostlinného porostu a sedí na nich asi po dobu 35 dnů. Samec v období hnízdění střeží okolí hnízda a odhání od jeho blízkosti nebezpečné predátory. Průměrná délka života labutě koskoraby ve volné přírodě činí přibližně 20 let.